# Dubuque Township
Die Dubuque Township ist eine von 17 Townships im Dubuque County im Osten des US-amerikanischen Bundesstaates Iowa.

## Geografie
Die Dubuque Township liegt im Osten von Iowa rings um den Vorortbereich von Dubuque, dem am Iowa von Illinois und Wisconsin trennenden Mississippi gelegenen Zentrum der Region.
Die Dubuque Township liegt auf 42°31′43″ nördlicher Breite und 90°44′54″ westlicher Länge. Die Township erstreckt sich über 40,1 km².
Die Dubuque Township grenzt im Norden an die Peru Township, im Osten und Südosten an die Stadt Dubuque, im Süden an die Table Mound Township, im Westen an die Center Township und im Nordwesten an die Jefferson Township.

## Verkehr
Durch die Township verlaufen neben dem den Iowa-Abschnitt der Great River Road bildenden auf gleicher Trasse verlaufenen U.S. Highway 52 und Iowa Highway 3 eine Reihe Ausfallstraßen aus Dubuque, die in der Nummerierung untergeordnet sind.
Durch den Süden der Dubuque Township führt eine Eisenbahnstrecke der Canadian National Railway, die von Chicago über Dubuque nach Westen führt.
Der nächstgelegene Flugplatz ist der rund 20 km südlich gelegene Dubuque Regional Airport.

## Bevölkerung
Bei der Volkszählung im Jahr 2010 hatte die Township 6585 Einwohner.
In der Dubuque Township existieren folgende Orte:
Citys
- Asbury1
- Sageville2

Unincorporated Communities
- Julien2

1 – überwiegend in der Center Township

2 – teilweise in der Peru Township